# Cootie Williams
Charles Melvin "Cootie" Williams (Mobile (Alabama), 24 juli 1910 – New York, 15 september 1985) was een Amerikaanse jazztrompettist. Hij werd vooral bekend als lid van het orkest van Duke Ellington, waar hij medebepalend was voor het geluid van de band.
Williams speelde op jonge leeftijd in en rond Mobile met Johnny Pope en Holman's Jazz Band. Toen hij vijftien was trok hij naar Florida, waar hij lid werd van een groep van Calvin Shields. In 1928 ging hij met Alonzo Ross DeLuxe Syncopators naar New York, waar hij kort speelde in de bands van Arthur Ford, Chick Webb en Fletcher Henderson. In 1929 werd hij lid van de band van Duke Ellington, waar hij trompettist Bubber Miley verving. Hij zou hier tot 1940 spelen. Williams bepaalde met zijn grommende jungle-stijl van spelen en gebruik van de demper (plunger-mute) voor een belangrijk deel het geluid van Ellington. In deze periode werden talrijke Ellington-klassiekers opgenomen, waaronder 'Concerto For Cootie'. Daarnaast maakte Williams met groepsleden van Ellington platen onder de namen Cootie Williams and His Rug Cutters en Cootie Williams Orchestra. In die jaren nam hij ook op met Lionel Hampton, Teddy Wilson en Billie Holiday.
In 1940 werd Williams lid van het orkest van Benny Goodman, met wie hij in 1938 had opgetreden in diens legendarische Carnegie Hall-concert. Zijn vertrek bij Ellington was voor jazzliefhebbers in die tijd een grote schok. Bij Goodman legde hij de demper opzij en verraste toehoorders met zijn open, aan Louis Armstrong verwante trompetgeluid. Een jaar later wilde hij naar Ellington terug, maar de orkestleider raadde hem aan een eigen band te beginnen. Tot 1962 leidde Williams allerlei eigen groepen, waaronder een bigband. Hij nam enkele platen op met oud-Ellington-gediende Rex Stewart. Verder speelde hij met onder meer Charlie Parker, Bud Powell, Eddie "Cleanhead" Vinson en Eddie "Lockjaw" Davis. Vanaf 1948 speelde hij rhythm-and-blues, om later terug te keren naar de jazz. In 1962 werd Williams weer bandlid van het orkest van Ellington, waar hij tot 1975, een jaar na diens dood, zou spelen. In deze tijd was zijn spel meer simpel, maar hij was nog steeds de meester van de demper.

## Discografie (selectie)
- Cootie & Rex: The Big Challenge (met Rex Stewart, Jazztone-opnames 1957), Fresh Sound
- Cootie Williams in Hi-Fi (met een bigband), RCA, 1958
- Jazz at Stereoville (met Rex Stewart, Urania-opnames 1958), Blue Moon
- Do Nothing Till You Hear From Me, Warwick, 1959
- Cootie/Un Concert a Minuit avec Cootie Williams (Decca-opnames 1959), Master Jazz
- The Solid Trumpet of Cootie Williams, Moodsville, 1962
- Cootie Williams and His Orchestra 1941-1944, Classics
- Cootie Williams and His Orchestra 1945-1946, Classics
- Cootie Williams and His Orchestra 1946-1949, Classics

met Benny Goodman:
- Live at Carnegie Hall: 1938 (complete concert), Legacy
- Benny Goodman Sextet Featuring Charlie Christian (opnames 1939 en 1941), Columbia